# Pa-en-Renenutet
Pa-en-Renenutet (griechisch Pharmouthi; koptisch Paremoude; arabisch Baramouda) war im ägyptischen Kalender die altägyptische Bezeichnung des vierten Monats der Jahreszeit Peret und repräsentierte die Zeit von Mitte Februar bis Mitte März.

## Hintergrund

### Mythologie
Renenutet galt als „Herrin der Scheune“, „Herrin des Fruchtlandes“ und „Herrin des Erntesegens“. Während der Ernte brachten die Ägypter ihr Opfer dar. Stelen in Kornspeichern und an Feldrändern belegen diesen Kult. Das Renenutet-Fest wurde später am 27. Pa-en-Renenutet, dem „Tag der Messung der Gerste“, gefeiert; im thebanischen Kalender am 1. Pa-en-Chonsu. 
In ihrer Funktion als Fruchtbarkeitsgöttin war sie für das „Hervorkommen des Flachses“ verantwortlich. Aufgrund der Verarbeitung des Flachses zu Leinen führte sie deshalb zusätzlich die Titel „Herrin der Gewänder“ und „Vorsteherin des Kleidergemachs im Tempel“; eine Anspielung auf die Vorstellung, dass die Götter die „Gewänder der Renenutet“ trugen.

### Wechsel der Kalenderform
Alan Gardiner wie auch Richard Anthony Parker vermuten, dass Pa-en-Renenutet im Laufe der Kalendergeschichte die Jahresform wechselte, weshalb sich Pa-en-Renenutet als Monat Renutet ab der 19. Dynastie im Neuen Reich vom neunten auf den achten Monat verschob. 
Im Tebtunis-Mondkalender um 132 v. Chr. datierte Pa-en-Renenutet unter dem Namen Mut vom 23. März bis 20. April. Hintergrund für die dortige Namensumbenennung dürfte das Fest Tag des Gebärens der Mut sein, das am 28. Pa-en-Renenutet begangen wurde und symbolisch für den ursprünglichen Start der Ernte im März nach dem Erntesegen durch Renenutet stand.